# Jegenyés
Jegenyés (szlovénül: Topolovci, vendül Topolouvci) falu  Szlovéniában, Muravidéken, Pomurska régióban. Közigazgatásilag  Vashidegkúthoz tartozik.

## Fekvése
Muraszombattól 17 km-re északnyugatra, a Ravensko területén, a stájer határ közelében Csernec patak Lendvába torkollásánál fekszik.

## Története
A település első írásos említése 1366-ban történt. 1365-ben Széchy Péter fia Miklós dalmát-horvát bán és testvére Domonkos erdélyi püspök kapták királyi adományul illetve cserében a Borsod vármegyei Éleskőért, Miskolcért és tartozékaikért Felsőlendvát és tartozékait, mint a magban szakadt Omodéfi János birtokát. A település a későbbi századokon át is birtokában maradt a családnak. Az 1366-os beiktatás alkalmával részletesebben kerületenként is felsorolják az ide tartozó birtokokat, melyek között  "Topoloch in districtu Waralyakurniky" alakban szerepel.
1685-ben a Széchyek fiági kihalásával Széchy Katalinnal kötött házassága révén Nádasdy Ferenc birtoka lett és később is a család birtoka maradt.
Vályi András szerint " TOPOLÓCZ. Tót falu Vas Várm. földes Ura Gr. Nádasdy Uraság, lakosai többfélék, fekszik Hidegkúthoz nem meszsze, és annak filiája; határja síkos, Stájer-Ország mellett, szőleje van, réttye jó szénát terem, fája is vagyon."
Fényes Elek szerint " Topolócz, vindus falu, Vas vgyében, a felső-lendvai uradalomban, 183 lak."
Vas vármegye monográfiája szerint " Jegenyés, kis vend falu, 16 házzal és 124 r. kath. és ág. ev. lakossal, a Lendva-patak mellett. Postája Vas-Hidegkút, távírója Muraszombat."
1910-ben 142, túlnyomórészt szlovén lakosa volt. A trianoni békeszerződésig Vas vármegye Muraszombati járásához tartozott. 1919-ben átmenetileg a de facto Mura Köztársaság része lett. Még ebben az évben a Szerb–Horvát–Szlovén Királysághoz csatolták, ami 1929-től Jugoszlávia nevet vette fel. 1941-ben átmeneti időre ismét Magyarországhoz tartozott, 1945 után visszakerült jugoszláv fennhatóság alá. 1991 óta a független Szlovénia része. Lakosságának száma egyre csökken. 2002-ben 70 lakosa volt.

## Nevezetességei
- A Pitz-ház legrégibb része 1827-ben épült, a 19. század végén átépítették.
- A Žilavec-ház a 19. század végén épült.